# Jindera
Jindera (1 048 habitants) est un village de la Riverina en Nouvelle-Galles du Sud, à 461 km au sud-ouest de Sydney

## Référence
- Wikipédia anglophone